# Lądowisko Jastarnia
Lądowisko Jastarnia (kod ICAO: EPJA) – małe trawiaste lądowisko turystyczne w Jastarni, na Mierzei Helskiej, w województwie pomorskim. Jest czynne w sezonie letnim, od maja do września. Długość pasa 900 m w użyciu 600 m, drzewa na podejściu 30 przycięte. Prowadzone są tu również loty widokowe nad półwyspem oraz skoki spadochronowe w tandemie. Częstotliwość 125,550 MHz 

## Historia
- W roku 2012 lądowisko zostało wpisane do rejestru lądowisk ULC, a właścicielem lądowiska jest Lotnisko Jastarnia Sp. z o.o. pod poz. 293 (nr ewidencyjny 325)[2].
- Od 2012 roku wykonywane są na tym lądowisku skoki spadochronowe[3].
- Od 1 maja 2015 roku zarządcą jest General Aviation Services[4] .
- 11 stycznia 2018 firma Lotnisko Jastarnia Sp. z o. o. została wykreślona z Krajowego Rejestru Sądowego[5].

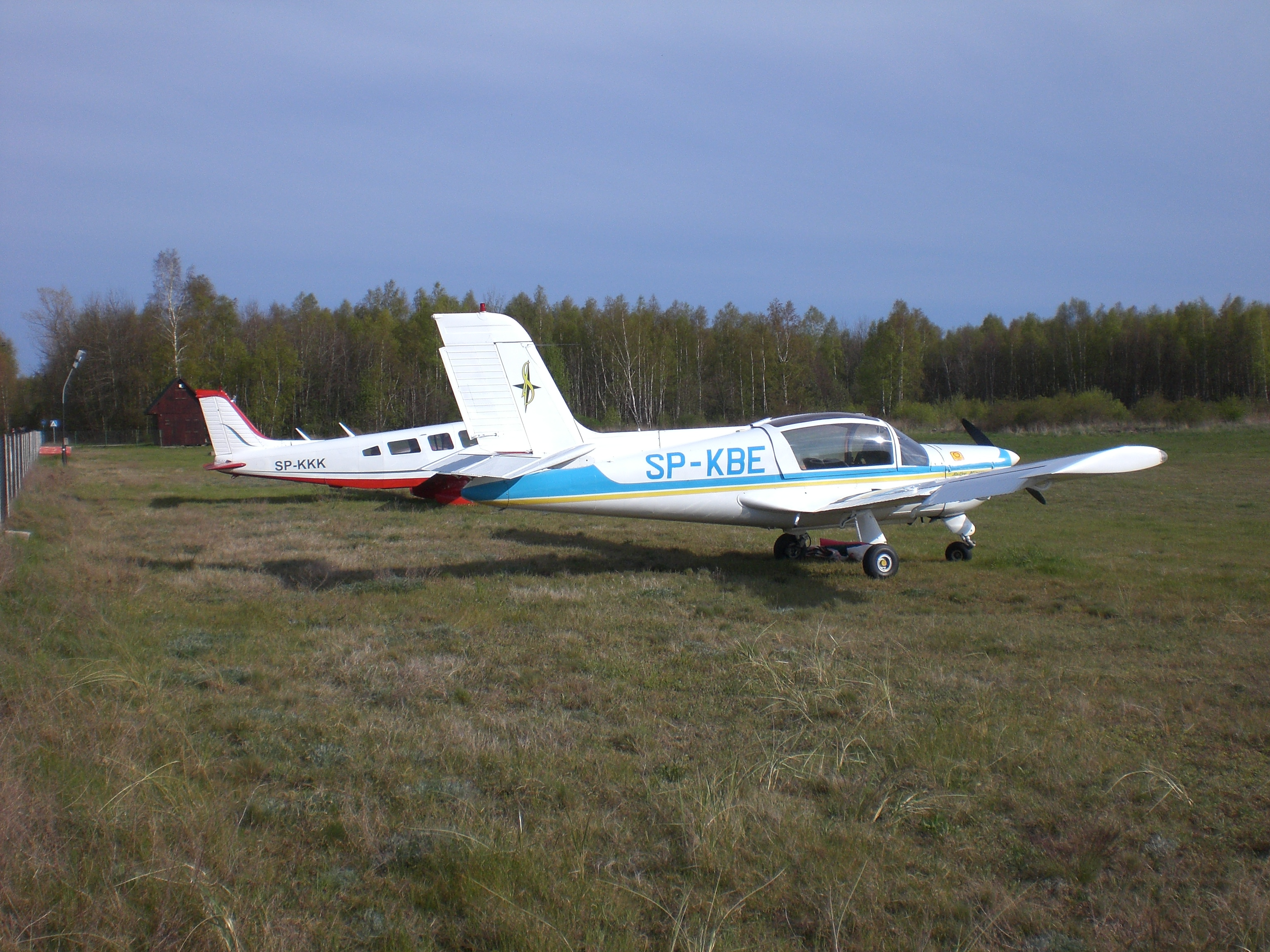
Lądowisko w Jastarni (maj 2007)
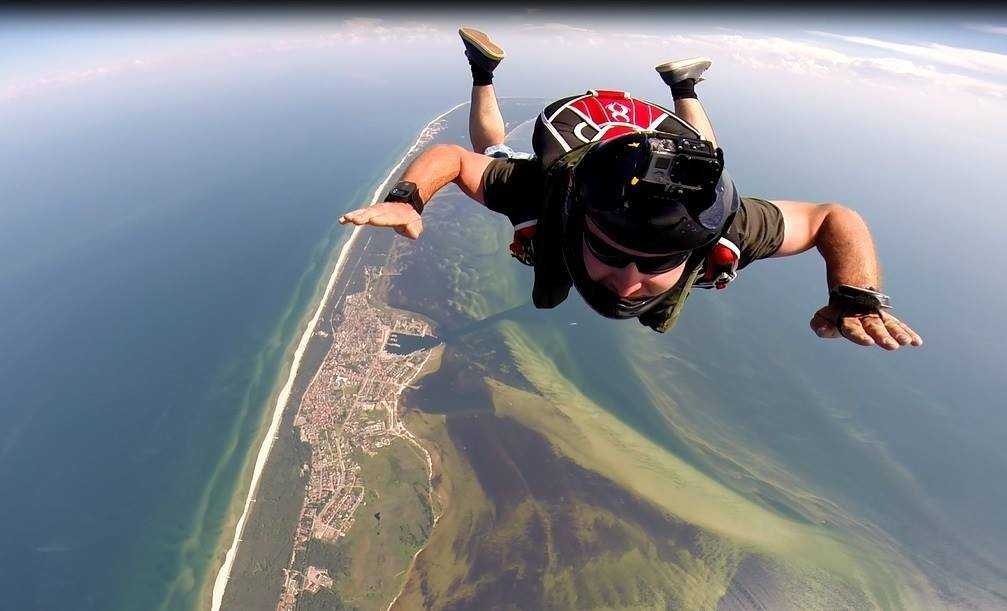
Skoczek spadochronowy, Strefa zrzutu Sky Camp Baltic w Jastarni (lipiec 2014)